# Thajsko-barmská železnice

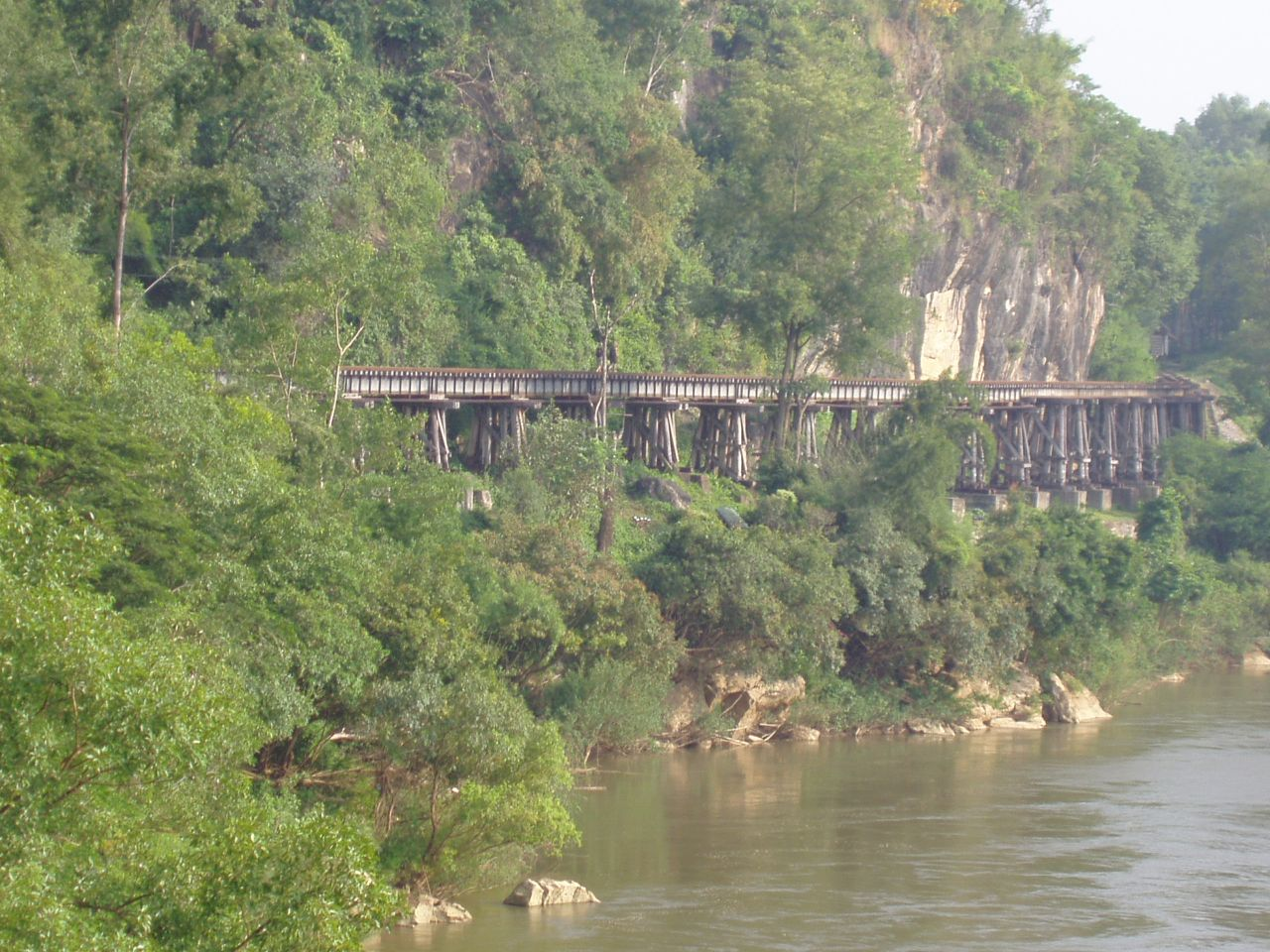
Jeden ze stovek mostů někdejší thajsko-barmské železnice

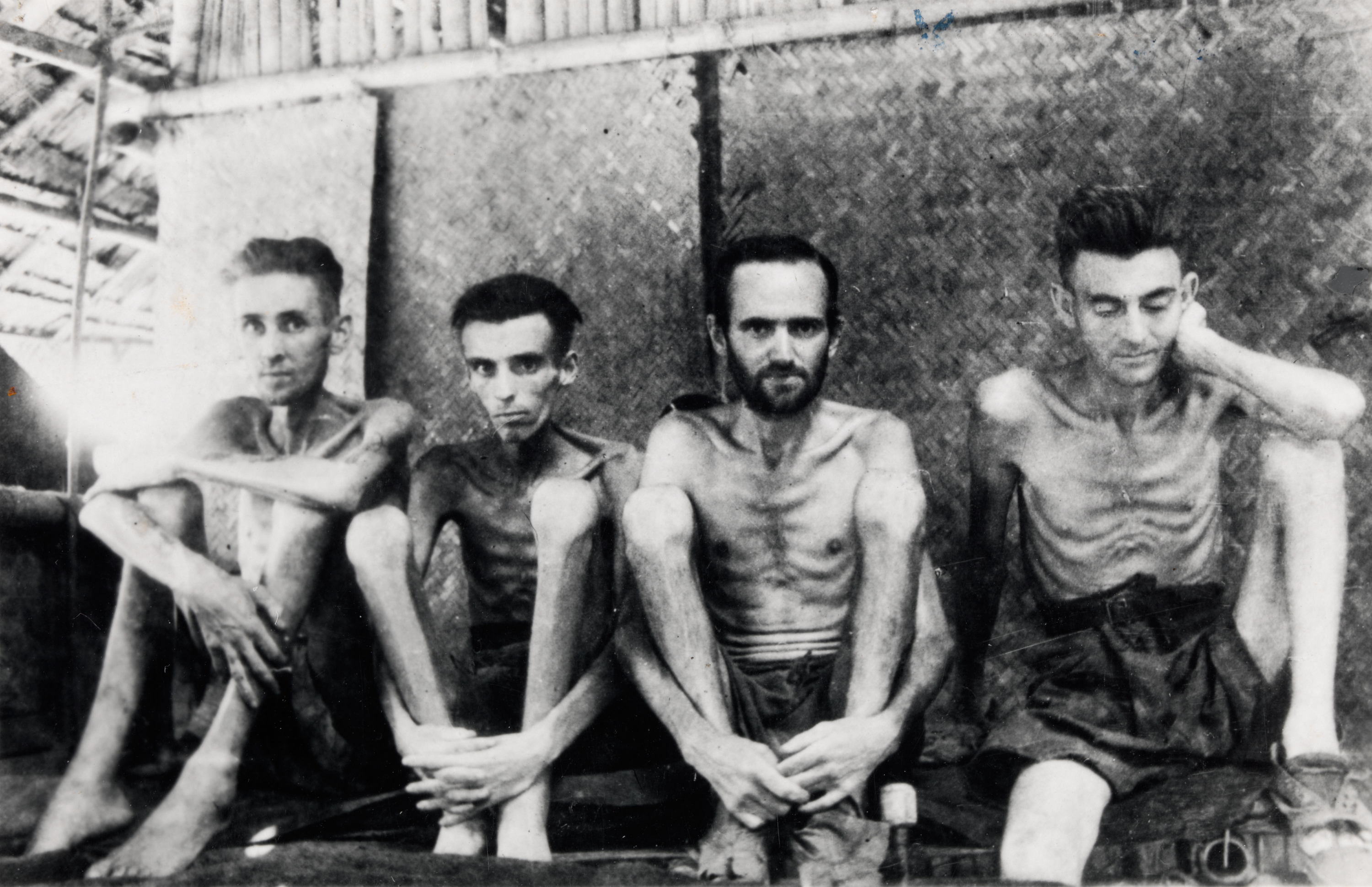
Váleční zajatci pracující na stavbě trati, trpící nemocí beri-beri

Thajsko-barmská železnice, známá také jako Železnice smrti, byla vybudována v letech 1942 a 1943 Japonci jako důležitá přepravní tepna mezi Thajskem a Barmou po prohrané Bitvě u Midway. Napojením na stávající železnice propojila thajský Bangkok a barmský Rangún. Trať byla úzkorozchodná, s rozchodem 1000 mm.
V délce 415 kilometrů vedla mezi okrskem Ban Pong, který se nachází několik desítek kilometrů od Bangkoku, a barmským městem Thanbyuzayat, vzdáleném asi 380 km od Rangúnu. Na thajském území se nacházelo 304 km trati, na barmském 111. Do dnešního dne zůstalo v provozu asi 130 km v Thajsku, zhruba od původní výchozí stanice po stanici Nam Tok.
Železnice byla vybudována v extrémně krátkém čase a nesmírně náročných přírodních podmínkách. Dělníci byli při stavbě sužováni podvýživou a nemocemi. Pracovali za použití jednoduchých pracovních nástrojů a svými japonskými dohlížiteli přitom byli často brutálními způsoby nuceni k vysokým pracovním výkonům.
Při stavbě této železnice tak zemřelo více než 90 tisíc asijských dělníků z řad civilistů a také přes 12 tisíc spojeneckých válečných zajatců, zejména Britů, Holanďanů a Australanů.

## Historie

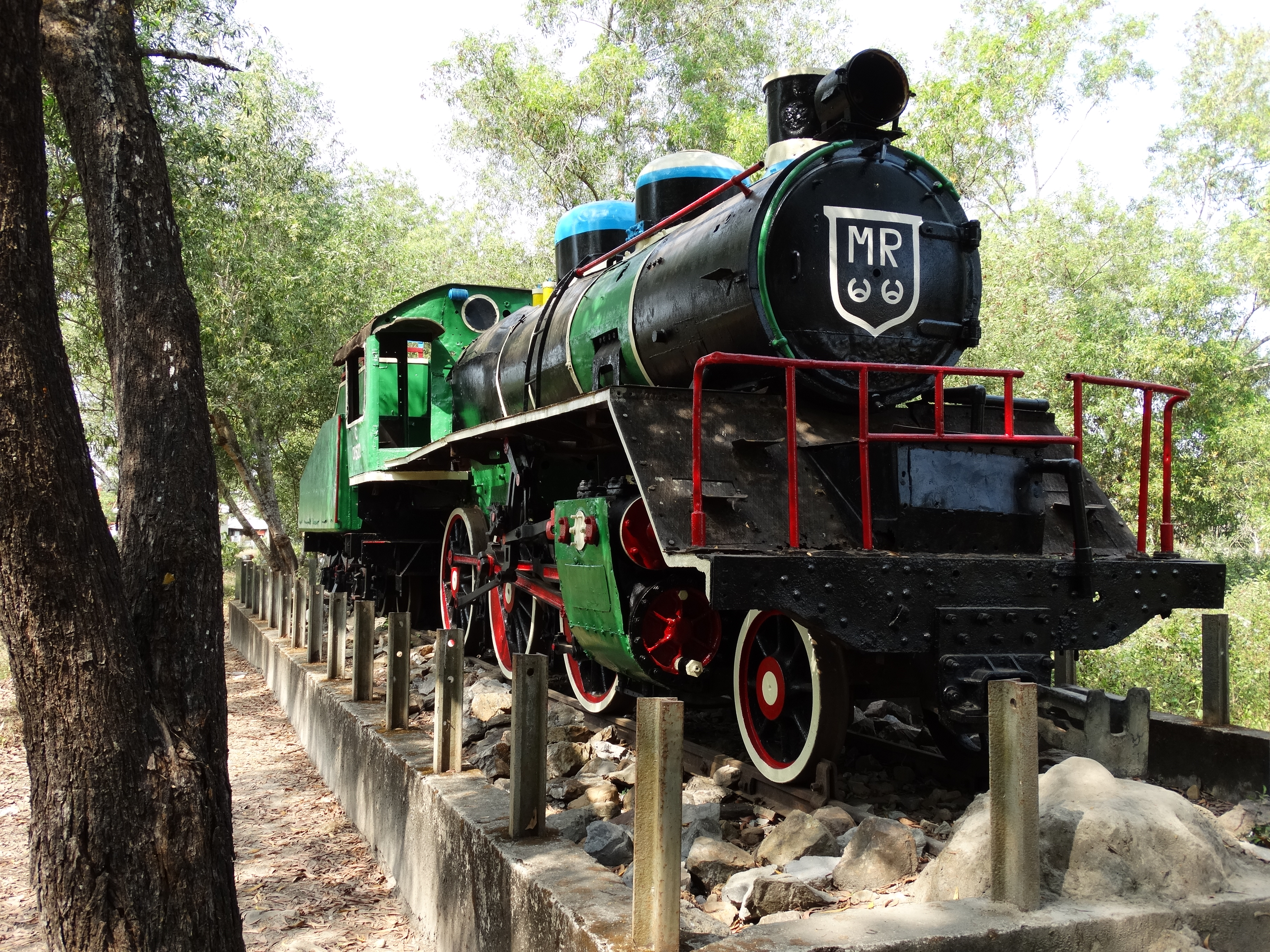
Lokomotiva z dob, kdy byla trať funkční

Už v roce 1885, když byla Barma pod britskou nadvládou, zvažovali Britové zřízení železničního spojení mezi Barmou a Thajskem. Položení železnice do kopcovitého terénu zarostlého džunglí a protkaného řekami však považovali za příliš náročné.
V roce 1942 Japonci napadli Barmu a postupně nad ní převzali kontrolu. Přeprava vojáků a materiálu přitom probíhala nejprve složitě po stezkách z Thajska do jižní Barmy a od března 1942 po moři, více než 3 tisíce kilometrů dlouhou a nebezpečnou cestou kolem Malajského poloostrova. Hrozily jim zde útoky spojeneckých ponorek, zvláště po japonské porážce v Bitvě u Midway v červnu 1942.
Už o měsíc dříve byl zahájen přesun válečných zajatců z vězení Changi v Singapuru i dalších zajateckých táborů. Následovala příprava infrastruktury. Většina materiálů včetně kolejí a pražců pocházela z rozebraných železnic v Britském Malajsku Nizozemské východní Indii. Samotná stavba začala v Barmě 15. září 1942 a v Thajsku v listopadu téhož roku. Dokončení bylo plánováno na prosinec 1943.
Za obrovského spěchu a brutálního tlaku japonských dohlížitelů byla stavba dokončena v předstihu. Už 17. října 1943 se nedaleko hraničního Průsmyku tří pagod setkaly týmy postupující jižně z Barmy a severně z Thajska.

## Poválečný vývoj
V období od června 1946 do července 1947 bylo v Singapuru 111 japonských a korejských vojáků odsouzeno za zločiny během stavby železnice, 32 z nich dostalo rozsudek smrti.
V roce 1947 byl provoz na trati zastaven. O deset let později se však vlaky mezi Nong Pla Duk u Bangkoku a asi 130 km vzdálenou stanicí Nam Tok opět rozjely. Existovaly sice plány na obnovu celé trati, ale její značnou část dnes pokrývá přehrada Vajiralongkorn. Obnova spojení by si tak vyžádala vedení pomocí tunelů.